# Ouènné
Ouènné är en ort i Burkina Faso.   Den ligger i provinsen Province du Bam och regionen Centre-Nord, i den centrala delen av landet, 140 km norr om huvudstaden Ouagadougou. Ouènné ligger 332 meter över havet och antalet invånare är 346.
Terrängen runt Ouènné är platt. Närmaste större samhälle är Pogoro, 7,9 km nordväst om Ouènné.
Trakten runt Ouènné består i huvudsak av gräsmarker. Runt Ouènné är det ganska tätbefolkat, med 56 invånare per kvadratkilometer.